# Matz Hasselbom
Matz Johan Hasselbom, född 26 september 1961 i Stockholm, är en svensk skådespelare.
Då Hasselbom var 17 år blev han erbjuden att provfilma för TV-serien Lycka till, vilket blev hans första filmroll. Några år senare sökte han in till Teaterhögskolan i Stockholm, där han studerade 1983–1986. Han är även utbildad landskapsarkitekt.

## Filmografi
- 1980 – Lycka till (TV-serie)
- 1988 – Strul
- 1988 – Xerxes (TV-serie)

## Teater

### Roller (ej komplett)
| År   | Roll     | Produktion                                 | Regi | Teater                 |
| ---- | -------- | ------------------------------------------ | ---- | ---------------------- |
| 1986 | Oscar    | Flickan i kanindräkten Elisabet Palo       |      | Riksteatern            |
| 1987 | Goran    | Isak Karin Boldemann                       |      | Stockholms Stadsteater |
| 1988 | Papillon | Gustav III August Strindberg               |      | Stockholms Stadsteater |
| 1988 | Peter    | Zoo Story Edward Albee                     |      | Strömparterren         |
| 1991 | Petrus   | Jesus Christ Superstar Andrew Lloyd Webber |      | Svenska kyrkan         |